# Paolina Visintainer
Paolina del Cuore Agonizzante di Gesù, al secolo Amabile Lucia Visintainer (Vigolo Vattaro, 16 dicembre 1865 – San Paolo del Brasile, 9 luglio 1942), è stata una religiosa trentina fondatrice (assieme a Virginia Nicolodi) della congregazione delle Piccole suore dell'Immacolata Concezione: è stata proclamata santa, la prima in Trentino, da Giovanni Paolo II nel 2002.

## Biografia

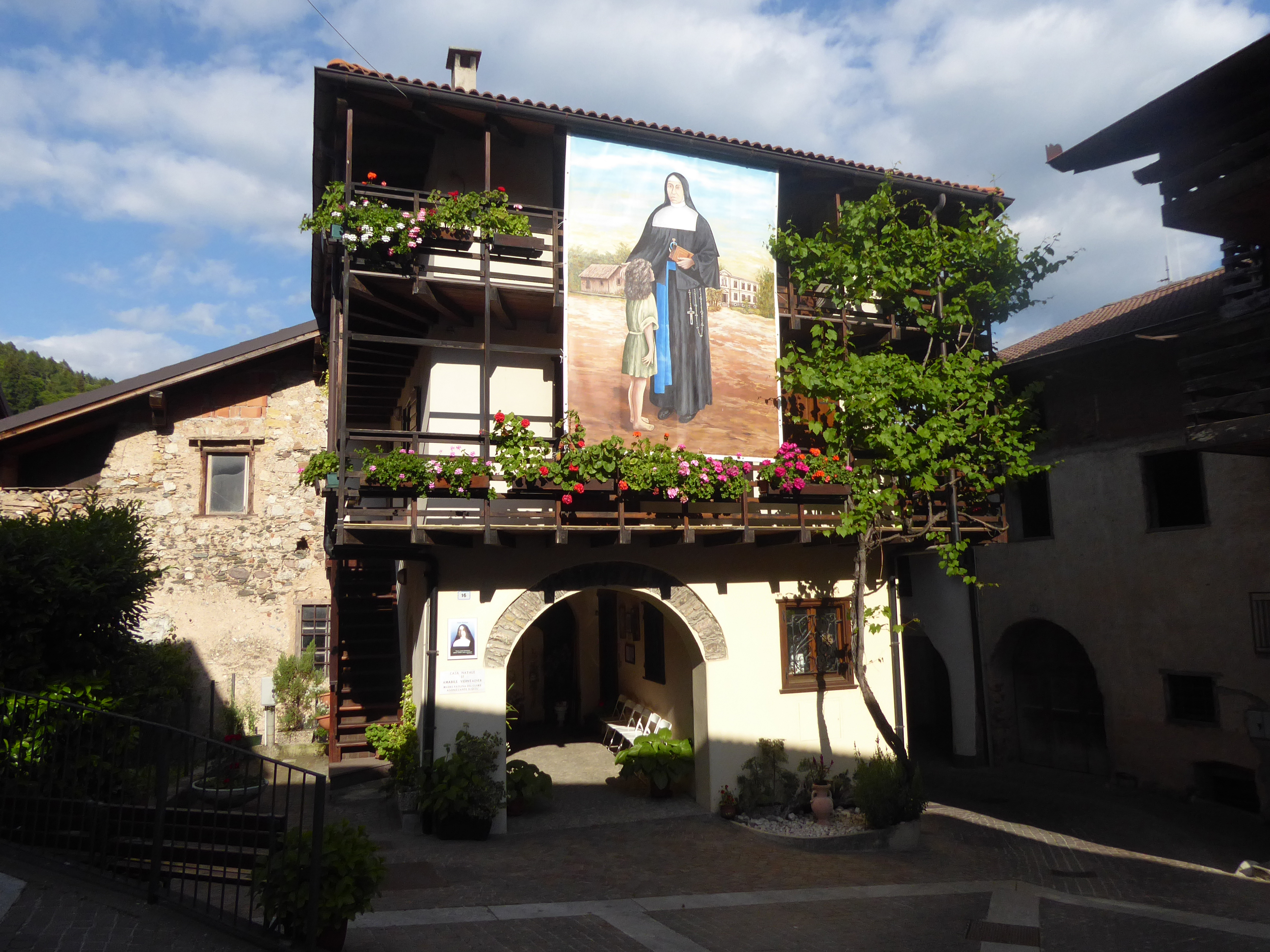
Casa natale a Vigolo Vattaro (TN)

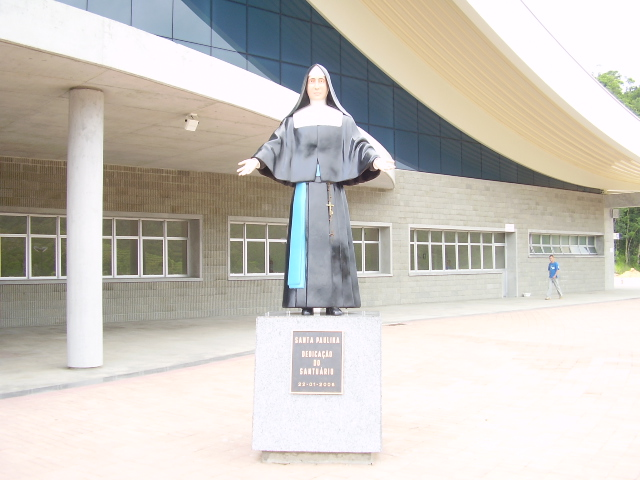
Statua di Santa Paolina a Nova Trento, Santa Catarina, Brasile

Amabile Lucia Visintainer nacque a Vigolo Vattaro, allora parte della Contea del Tirolo, il 16 dicembre 1865, secondogenita dei 14 figli di Antonio Napoleone Visintainer e Anna Domenica Pianezzer. A seguito della crisi economica che affliggeva il Trentino, il padre nel 1875 emigrò in Brasile con i suoi figli, i suoceri e molti altri trentini, nello Stato di Santa Catarina, dove con altri capifamiglia fondò il paese di Vigolo, nell'attuale comune di Nova Trento. Qui Amabile, all'età di 14 anni, insieme all'amica Virginia Nicolodi, figlia del socio del padre per la macinazione del granoturco in un mulino, cominciò ad occuparsi dell'assistenza ai malati, della catechesi ai fanciulli e della manutenzione della chiesetta di San Giorgio. Nel 1888 vi fu un cambio nel clero di Nova Trento; padre Servanzi fu sostituito da padre Marcelle, che confermò le giovani amiche nel loro apostolato.
Il 12 luglio 1890, con l'amica, accolse e assistette Angela Viviani, che era gravemente malata di cancro. Nacque così nell'ospedaletto di san Vigilio il primo germoglio della nuova congregazione delle Piccole Suore dell'Immacolata Concezione, approvata dal vescovo locale, il padre gesuita Luigi Rossi, che il 25 agosto 1895 diede l'abito religioso alle tre prime suore; con la professione religiosa Amabile prese il nome di Suor Paolina del Cuore Agonizzante di Gesù, mentre Virginia divenne Suor Matilde dell'Immacolata Concezione. Per far sì che la piccola comunità sopravvivesse, suor Paolina fece nascere una piccola industria della seta.
Nel 1903 divenne superiora generale delle prime due comunità e si trasferì a San Paolo del Brasile dove, eletta superiora generale a vita, guidò la Congregazione con semplicità e saggezza, organizzando scuole, ospedali, laboratori, educandati e dedicandosi totalmente ai poveri. Mostrò eroica obbedienza e umiltà quando nel 1909 fu invitata dall'arcivescovo Mons. Duarte Leopoldo e Silva a lasciare la guida della Congregazione e a trasferirsi a Bragança Paulista. Richiamata a San Paolo nel 1918, continuò nella casa madre una vita di umiltà e di preghiera come semplice suora. Papa Pio XI concesse nel 1933 all'istituto il "decreto di lode", ricordando Suor Paolina come "Veneranda Madre Fondatrice". Negli ultimi anni di vita sopportò con serenità la sofferenza causata dal diabete; oltre a ciò, una ferita a un dito della mano destra andò in gangrena e si dovette amputare dapprima il dito e in seguito il braccio. Prima di morire totalmente cieca, il 9 luglio 1942, ebbe la gioia di vedere approvata dalla Santa Sede la Congregazione nel 1933 e di celebrarne il 50° di fondazione nel 1940. 

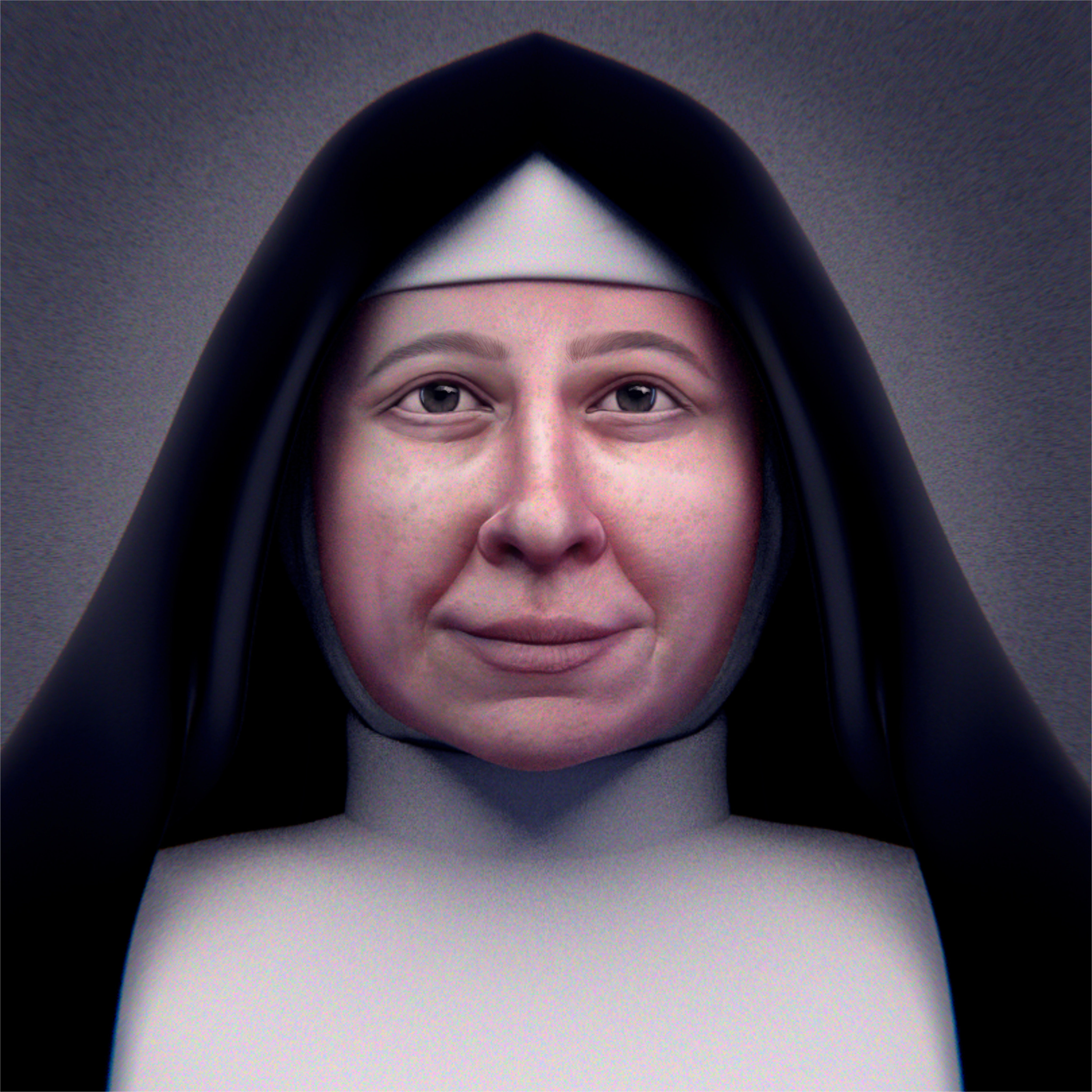
Santa Paolina - Ricostruzione facciale forense

## Culto
Giovanni Paolo II, che ne aveva riconosciuto le virtù l'8 febbraio 1989 e già l'aveva proclamata beata a Florianópolis il 18 ottobre 1991, la elevò alla gloria dei santi il 19 maggio 2002 a Roma, dando al Trentino  e al  Brasile  la loro prima santa. Viene ricordata il giorno 9 luglio. 
Le sue reliquie possono essere venerate dal 1967 all'interno della casa generalizia della congregazione a San Paolo in Brasile. In occasione della beatificazione vennero realizzate tre reliquie con le falangi della mano sinistra, che vennero donate a papa Giovanni Paolo II (oggi conservata nel duomo di Trento ), al convento dove aveva vissuto la Santa e alla famiglia del suo discendente Albert Visintainer di Mount Carmel, in Pennsylvania, negli Stati Uniti (oggi visibile nel St. Pauline Visintainer Center  a Kulpmont, in Pennsylvania). Un osso femorale è custodito nella chiesa di Vigolo Vattaro, in Trentino. Il 22 gennaio 2006 è stato inaugurato a Nova Trento, nella frazione di Vigolo, il Santuário de Santa Paulina 
, dove viene esposta la reliquia dell'osso del braccio di Santa Paolina insieme al busto della ricostruzione facciale ottenuta con tecniche forensi.